# Mimetes argenteus
Mimetes argenteus là một loài thực vật có hoa trong họ Quắn hoa. Loài này được Salisb. ex Knight miêu tả khoa học đầu tiên năm 1809.